# إلى كل حسب مساهمته
«إلى كل حسب مساهمته» هو مبدأ التوزيع يعتبر إحدى السمات المميزة للاشتراكية. ويشير إلى ترتيب يعبر فيه التعويض الفردي عن مساهمة الفرد في الناتج الاجتماعي (الناتج الكلي للاقتصاد) من حيث الجهد والعمل والإنتاجية. ويتم ذلك على النقيض من طريقة التوزيع والتعويض في الرأسمالية حيث يحصل أصحاب الممتلكات الخاصة على دخل غير مكتسب في شكل فائدة أو إيجار أو ربح بحكم ملكيتهم وبغض النظر عن مساهمتهم في الناتج الاجتماعي.
شكل هذا المفهوم أيضا التعريف الأساسي للاشتراكية بالنسبة للاشتراكيين ما قبل ماركس، بما في ذلك الاشتراكيين الريكارديين، والاقتصاديين الكلاسيكيين، واللاسلطويين الفرديين.

## التعريف والغاية
عرّف المفكرون الاشتراكيون التحرريون، مثل اللاسلطوي الأميركي بنيامين تاكر، الاشتراكية بأنها نظام يحصل فيه العامل على كامل ناتج عمله، وذلك للقضاء على «الاستغلال» والدخل «غير المكتسب» المتراكم عند الرأسماليين.
المصطلح يعني ببساطة تلقي كل عامل في المجتمع الاشتراكي تعويضا وفقا لكمية وقيمة العمل الذي ساهم به. وهذا يترجم إلى حصول العمال ذوي الإنتاجية العالية على أجور ومزايا أكثر من العمال ذوي الإنتاجية المتوسطة، وأكثر بشكل كبير عن العمال ذوي الإنتاجية المنخفضة. ويمكن أيضا توسيع نطاق هذا المبدأ بحيث كلما ازدادت صعوبة عمل المرء - بغض النظر إن كانت هذه الصعوبة مستمدة من متطلبات تدريب أكبر أو صعوبة العمل أو مخاطر السلامة، وما إلى ذلك - ازداد التعويض الذي يحصل عليه مقابل مساهمته. والغرض من هذا المبدأ، كما قال تروتسكي في وقت لاحق، هو تعزيز الإنتاجية. ويتم ذلك من خلال خلق حوافز ليعمل المرء بجد ولفترة أطول وأكثر إنتاجية. هذا المبدأ يختلف عن الرأسمالية التي، وفقا لماركس، سوف تضمحل مع تحول العمل إلى الأتمتة ويصبح ممتعا، وستصبح السلع متاحة بشكل وافر.
«إلى كل حسب مساهمته» كان مفهوما تبناه العديد من أعضاء الحركة الاشتراكية والعمالية. ويمكن العثور على أمثلة على ذلك من تصريحات فرديناند لاسال وأوجين دوهرنغ إلى كتابات ليون تروتسكي. ومع ذلك، كان فلاديمير لينين، بناء على كتابات ماركس حول هذا الموضوع في نقد برنامج غوتا، من ادعى أن هذا المبدأ عنصرا «لا مفر منه» «في الطور الأول من المجتمع الشيوعي (الذي يسمى عادة بالاشتراكية)» بحسب النظرية الماركسية وقد رأى إلغاء هذا «الغبن» لن يتحقق إلا في الطور الأعلى من الشيوعية.

## تفسير ماركس للمبدأ فيغوتا
تعود جذور هذا المبدأ إلى الطريقة التي تدير بها الرأسمالية شؤونها.  فتتم مكافأة كل حسب كمية إنتاجه. وتزداد المكافآت مع زيادة مقدار العمالة. ولكن في الرأسمالية، فإن وسائل الإنتاج ملك أقلية صغيرة لا تنتج، بل تعيش من عمل الآخرين. ويقال إن الاشتراكية تعالج ذلك عن طريق وضع وسائل الإنتاج في ملكية مشتركة ومكافأة الأفراد وفقا لمساهماتهم

في نقد برنامج غوتا، بينما كان ينتقد أفكار لاسال، يسهب ماركس بشرح النظرية. ووفقا لتحليل ماركس للبرنامج، يقترح لاسال أن «دخل العمل يخص بشكله غير المنقوص، وبالحق المتساوي، جميع أعضاء المجتمع». وبينما يوافق ماركس على أن المواطنين في مجتمع العمال يجب أن يكافأوا وفقا للمساهمات الفردية، يدعي أن منحهم «الدخل الكامل» لعملهم مستحيل لأن بعض العائدات ستكون ضرورية للحفاظ على البنية التحتية وما إلى ذلك. ثم يفسر طبيعة المجتمع الشيوعي في طوره الأول (المجتمع الاشتراكي)، الذي لا يتطور «على أسسه الخاصة، بل بالعكس، كما يخرج لتوه من المجتمع الرأسمالي، أي مجتمع لا يزال، من جميع النواحي، الاقتصادية والأخلاقية والفكرية، يحمل سمات المجتمع القديم الذي خرج من أحشائه». وهكذا، «فالمنتج يتلقى إذن بصورة فردية –بعد جميع الاقتطاعات– ما يوازي تماماً ما قدمه للمجتمع». ويوضح ما يلي: 
وفي الفقرة التالية مباشرة يكمل ماركس شرحه لكيفية ارتباط نظام التبادل هذا بنظام التبادل الرأسمالي:
يقول ماركس إن هذا أمر عقلاني وضروري، وأنه بمجرد تقدم المجتمع من الطور الأول للمجتمع الشيوعي، سيصبح العمل غاية رئيسية للحياة، ويحدث التوزيع على خطوط مختلفة. خلال الطور الأعلى من الشيوعية، يكون المعيار «من كل حسب كفاءاته، ولكل حسب حاجاته»

## استخدام البلاشفة والماركسيين-اللينينيين
كتب لينين في الدولة والثورة للرد على جميع الأسئلة المهمة للحركة، ولمنع الماركسية من أن بلوثها «الانتهازيون» و «الإصلاحيون»، على حد قوله. المؤلف مهم جدا لأنه يصنف «الطور الأول من المجتمع الشيوعي» كالاشتراكية، والطور الأعلى للشيوعية. كما يجيب الكتيب على جميع أسئلة ومخاوف الماركسيين في عصره من خلال الاستفادة من الأعمال الماركسية الكلاسيكية.

عند وصفه الاشتراكية وخصائصها الاقتصادية يرجع إلى كتابات ماركس، ولا سيما نقد برنامج غوتا. يدعي لينين أن الاشتراكية لن تكون مثالية لأنها، كما قال ماركس، انبثقت من أحشاء الرأسمالية وهي تحمل من جميع النواحي طابع المجتمع القديم. هذا المجتمع، الاشتراكي، لن يكون قادرا على توفير المساواة الكاملة للأشخاص، على وجه التحديد لأنه لا يزال يحمل سمات الرأسمالية. كما يفسر الفرق بين المجتمع القديم والجديد كالتالي:
يقول لينين أن مثل هذا المجتمع سيكون الاشتراكية حقا لأنه يحقق مبدأي الاشتراكية «من لا يعمل لا يأكل» و «لقاء كمية متساوية من العمل كمية متساوية من المنتوجات».
ذكر كل من جوزيف ستالين وليون تروتسكي هذا المصطلح في مؤلفاتهما.
- استخدام ستالين الأكثر شهرة لهذا المفهوم هو في الدستور السوفيتي لعام 1936. يكتب فيه «المبدأ المطبق في الولايات المتحدة الأمريكية هو مبدأ الاشتراكية: من كل حسب قدرته، إلى كل حسب عمله.»[6] ويجدر بالذكر أنه يقول أن مبدأ الاشتراكية وليس الشيوعية الكاملة.
- يذكر تروتسكي في كتابه الشهير الثورة المغدورة. ويقول إن "لقد أوجدت الرأسمالية الظروف والقوى الملائمة للقيام بثورة اشتراكية: وهي التقنية والعلم والبروليتاريا. ولا يستطيع المجتمع الشيوعي مع ذلك أن يعقب المجتمع البرجوازي مباشرة، فالإرث المادي والثقافي غير كاف لهذا الانتقال". ويواصل دفاعه عن موقفه بالقول "ولا تستطيع الدولة العمالية في بداية نشوئها أن تفسح المجال لكل فرد أن يعمل "حسب قدرته"، أي بقدر ما يطيق ويحلو له. كما أنها عاجزة عن مكافأة كل فرد "حسب حاجاته" بشكل مستقل عن العمل الذي يقدمه." ويعرض هذا المبدأ على أنه الأسلوب الذي ستستخدمه الاشتراكية بالقول: "إن الرغبة في زيادة القوى الإنتاجية تجبرها على اللجوء إلى نظام الأجر العادي، وهذا يعني توزيع الثروات حسب نوع العمل الفردي ومقداره.[3]

## وصلات خارجية
- رأس المال: المجلد الأول، تحليل ماركس الاجتماعي والاقتصادي للرأسمالية. (بالإنجليزية)
- نقد برنامج غوتا، الكتيب الذي يعتمد عليه لينين في الكثير من حججه في الدولة والثورة.
- الدولة والثورة، النص الكامل للكتاب الذي يحوي طروحات لينين الفلسفية الرئيسية حول العمل.
- الثورة المغدورة، النص الكامل لأهم وأشهر مؤلفات تروتسكي.